# Darcílio Lima
 Darcílio Lima  (Cascavel, Ceará, 6 de outubro de 1938 - Cascavel, 31 de junho de 1991) foi um artista plástico brasileiro, pintor, desenhista e gravurista. É considerado um dos principais nomes do surrealismo no Brasil. 
Sua temática onírica e intensamente erótica traduz de certa forma as experiências místicas da contracultura dos anos 60 e 70. Trabalhando com uma mescla de elementos sacros e profanos, na fronteira entre a realidade e a loucura, criou um universo singular, povoado por seres e monstros antropomorfos, além de pequenas criaturas enigmáticas.

 "Darcílio Lima poderia ter sido consumido pela loucura, mas inventou o caminho inverso e consumiu, ele mesmo, a própria loucura." (Nahima Maciel, Correio Braziliense, 2015)

## Biografia
Ainda adolescente, Darcílio desenhava histórias em quadrinhos nas calçadas de cimento de Cascavel, sua cidade natal. 
Viajou para o Rio de Janeiro em 1955, com 17 anos, em busca de oportunidade nas artes. Subsistiu por um tempo vendendo desenhos e gravuras de inspiração regional. 

Em função das dificuldades financeiras e de recorrentes distúrbios mentais, viveu na fronteira da indigência. Passou uma temporada na Casa das Palmeiras, mantida pela psiquiatra Nise da Silveira, que o apresentou, dentre outros, ao pintor e professor Ivan Serpa. A partir destes contatos, Darcílio desenvolveu sua técnica artística, voltando-se à temática do surrealismo.
Após receber um prêmio de viagem para estudos artísticos, Darcílio morou 3 anos na Europa, onde expôs suas obras e teve contato com alguns artistas do movimento surrealista. 
Voltando da Europa, Darcílio ficou no Rio até 1982, quando retornou a Cascavel. Em 1983, a pedido do prefeito, desenhou a bandeira do município. 
Os problemas mentais continuaram a o atormentar em sua cidade natal. Costumava desaparecer durante os surtos, às vezes sendo encontrado mendigando pelas ruas.
Darcílio morreu de traumatismo craniano, em agosto de 1991, após bater a cabeça em uma queda de bicicleta. O Núcleo de Arte e Cultura de Cascavel foi agraciado póstumamente com seu nome.

## Carreira
Durante seus primeiros anos no Rio, Darcílio enfrentou sérias dificuldades de subsistência. Vendeu incialmente desenhos com temática regional nordestina e, em seguida, nus femininos. 
Por causa de seus transtornos mentais, passou, em 1966, uma temporada na instituição psiquiátrica mantida por Nise da Silveira, com foco no tratamento por meio de atividades de expressão criativa e artística. Neste período, conheceu artistas como Almir Mavignier, Abraham Palatnik e Ivan Serpa. 

Além de pintor, Serpa dava aulas de arte no Museu de Arte Moderna do Rio de Janeiro (MAM), curso que Darcílio passou a frequentar. Fascinado com o universo temático do seu trabalho e o virtuosismo de suas composições pontilhistas a bico de pena, Serpa acabou por convidá-lo a dividir o ateliê e a casa na qual morava com a família, no bairro do Méier. 
A residência de Serpa se tornou uma plataforma de divulgação de sua obra. Foi conhecido e elogiado por críticos de arte conhecidos, como Mario Pedrosa, Antônio Bento, Roberto Pontual e Walmir Ayala, e vários colecionadores passaram a adquirir seus desenhos e gravuras. 
Com Marcelo Grassmann, Darcílio foi introduzido à gravura, técnica que rendeu alguns de seus melhores trabalhos. A partir daí, Darcílio começou também a produzir regularmente e a vender os trabalhos com um pouco mais de estabilidade. Sua carreira artística ganhou impulso, alçando-o aos poucos a uma posição de expoente da arte surrealista no Brasil. 
 “Darcílio é um dos nossos autênticos surrealistas.” (Mario Pedrosa, na apresentação da individual realizada na galeria "L'Atelier") 
Em 1971, Darcílio ganhou um prêmio de viagem no 20º Salão Nacional de Arte Moderna, do MAM/RJ. Morou na Europa entre 1972 e 1975, a maior parte do tempo na França, onde conheceu os surrealistas Salvador Dalí e Félix Labisse. Mesmo ainda pouco conhecidas no Brasil, suas obras obtiveram considerável sucesso internacional. Publicou ilustrações na revista francesa Bizarre e assinou contrato com a editora de gravuras Vision Nouvelle (a mesma de Dalí, Miró e Vasarely).

## Exposições individuais
- 1968 - Galeria L’Atelier, Rio de Janeiro
- 1972 - Galeria Trois, Pleux, Deux, Paris, França
- 1975 - Galeria Bonino, Rio de Janeiro
- 1979 - Gabinete de Artes Gráficas, São Paulo

## Exposições coletivas
- 1970 - XVIII Salão Nacional de Arte Moderna, Palácio da Cultura, Rio de Janeiro
- 1970 - IV Jovem Arte Contemporânea, Museu de Arte Contemporânea da Universidade de São Paulo
- 1971 - XX Salão Nacional de Arte Moderna, Museu de Arte Moderna do Rio de Janeiro (MAM
- 1971 - III Panorama de Arte Atual Brasileira, Museu de Arte Moderna de São Paulo
- 1973 - Galeria A.A.A., Paris
- 1974 - Mostra da Gravura Brasileira, Fundação Bienal de São Paulo;
- 1975 - XIII Bienal de São Paulo, Fundação Bienal de São Paulo
- 1976 - Bienal Nacional 76, Fundação Bienal de São Paulo

## Exposições póstumas
- 2001 - Inconsciente e Criação, Museu Nacional de Belas-Artes, Rio de Janeiro
- 2004 - Mar do Inconsciente: A Imagem Como Linguagem, Espaço BNDES, Rio de Janeiro
- 2006 - Mostra em homenagem aos 150 anos de nascimento de Sigmund Freud, Centro Cultural Banco do Nordeste, Fortaleza
- 2015 - Darcílio Lima: um universo fantástico, Caixa Cultural, São Paulo, Rio de Janeiro e Belo Horizonte

## Obras do artista

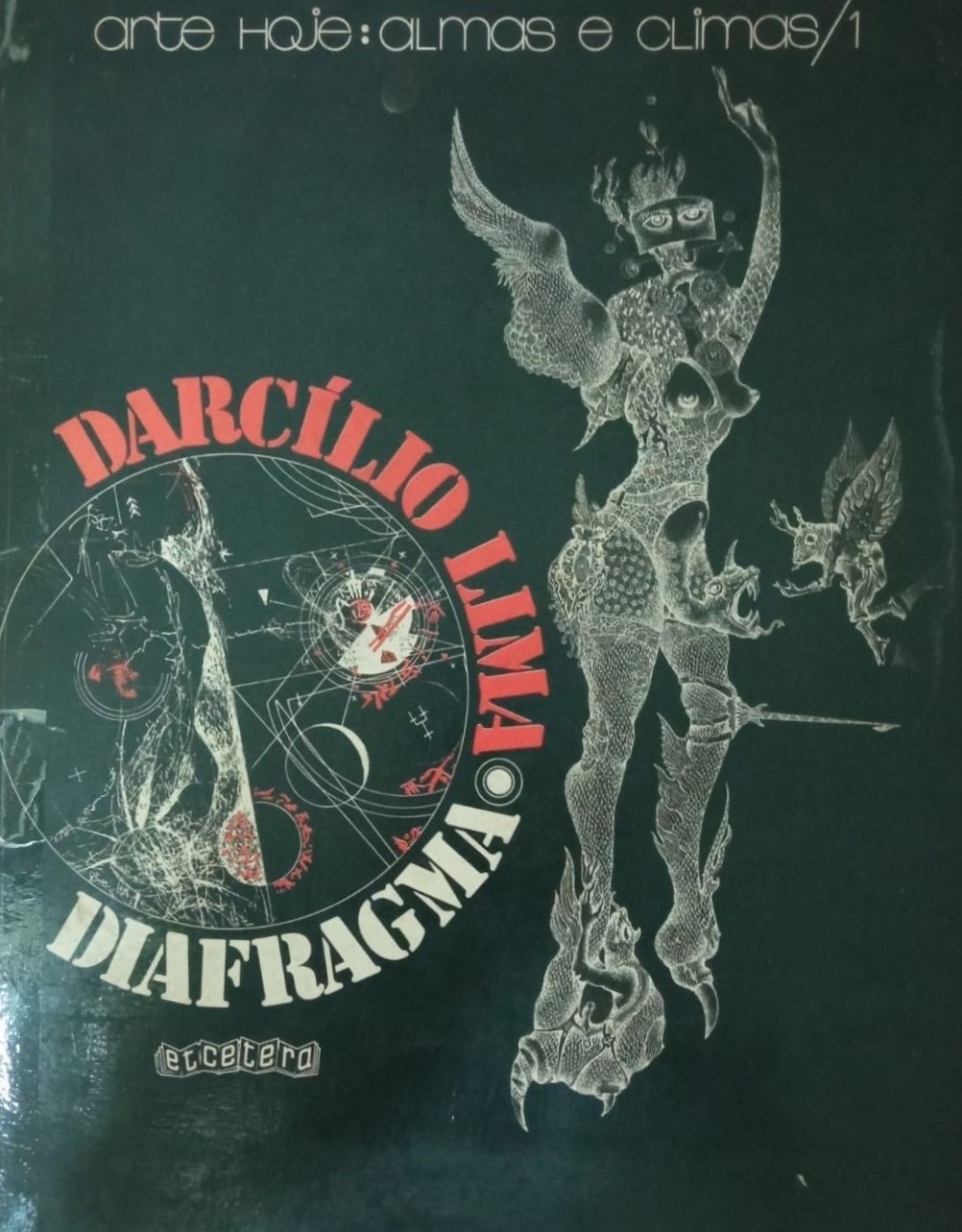
Capa do livro Diafragma, 1975
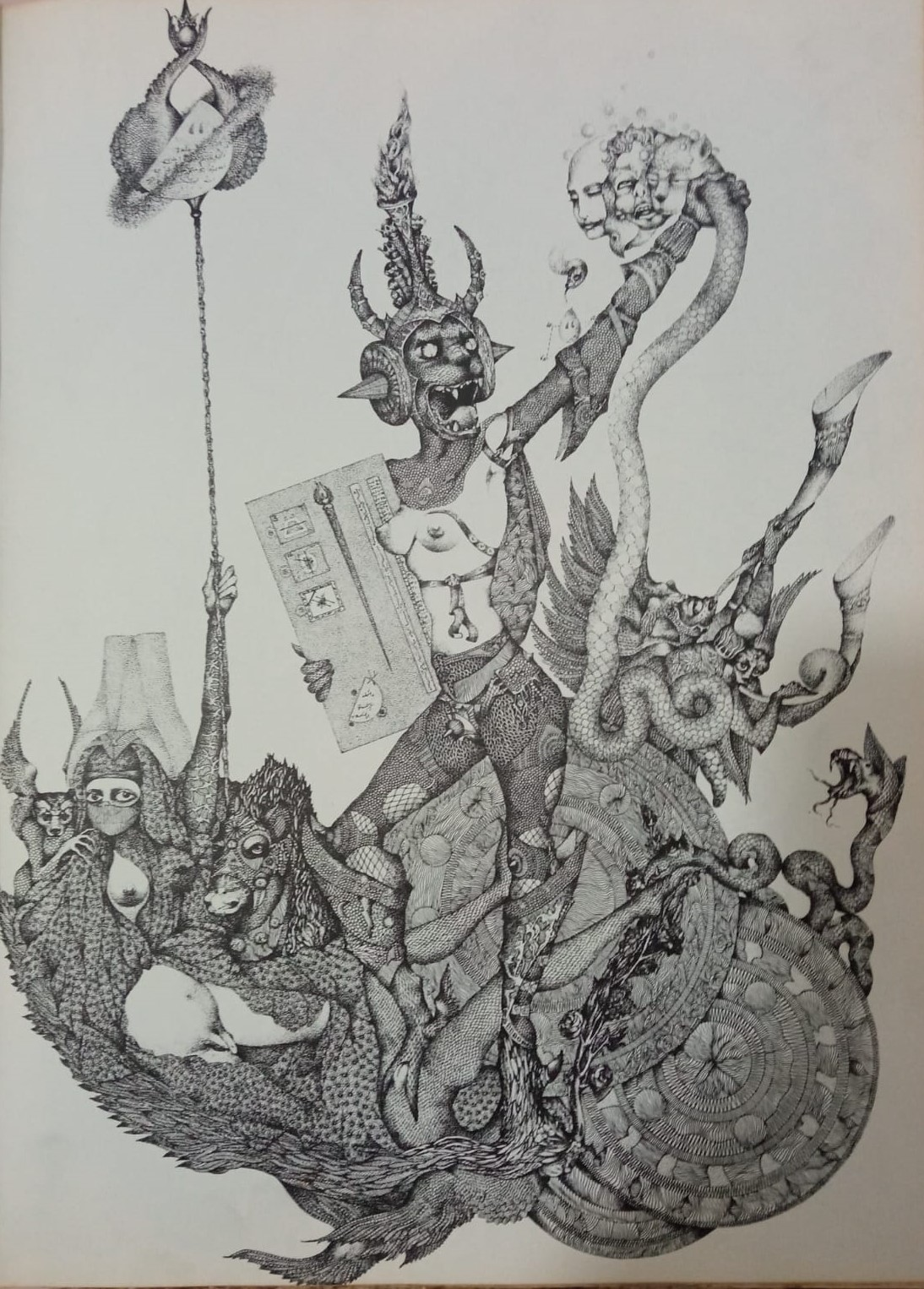
Litografia, sem título